# ژوژا نادی
ژوژا نادی (انگلیسی: Zsuzsa Nagy؛ زادهٔ ۱۴ نوامبر ۱۹۵۱) ژیمناست هنری اهل مجارستان است.
وی در مسابقات کشوری و بین‌المللی در مجموع برندهٔ ۲ مدال برنز شده‌است.